# 霍尔格·尤尔·汉森
霍尔格·尤尔·汉森（丹麥語：Holger Juul Hansen，1924年8月14日—2013年3月19日），丹麦知名演员，曾出演过大量丹麦电影和电视剧角色。
在1994年丹麦电视剧《医院风云》中饰演医生角色。
2013年3月19日逝世。

## 生平
霍尔格·尤尔·汉森已开始在1939年至1946年间在哥本哈根学做商人。从1946年到1948年他学演员。一开始他在哥本哈根的一个剧院演戏。1948年到1951年他在奥尔堡、1951年到1953年在欧登塞的剧院演戏。1953年他回到哥本哈根。他在哥本哈根多个剧院里短暂演出，最后从1957年到1959年回到了他的第一个剧院。从1961年到1987年他25年里再丹麦王家剧院演戏，只在1976年/77年里短暂在另一个剧院里做演员。在王家剧院里他参加过《窈窕淑女》和《无病呻吟》的演出。
从1947年开始霍尔格尤尔·汉森在众多电影，后来也在电视剧里扮演角色。奥森三人帮的三部电影里有他出现。他最有名的电视角色是《大富翁》里的银行行长。从1994年到1997年他在拉斯·馮·提爾的《医院风云》里出演医生，并连续为此在次年获得波迪獎。
1952年汉森与一名比他老20岁的演员结婚。1965年两人离婚，同年他与一名舞蹈演员结婚。

## 奖赏
- 1995年波迪獎
- 1998年波迪獎
- 丹麦国旗勋章